# Gazette du Bon Ton

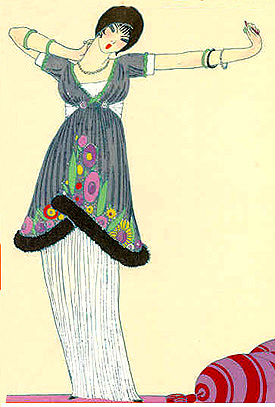
Vestido de Paul Poiret de 1912, ilustración de Paul Iribe publicada en Gazette du Bon Ton

La Gazette du Bon Ton fue una revista de moda francesa fundada en París en 1912 por Lucien Vogel y Michel de Brunhoff, considerada la precursora de las revistas de la misma temática que aparecieron en las siguientes décadas.
El nacimiento de la revista es referido, por los historiadores, como un acontecimiento en la historia de las publicaciones de moda. Fue la primera que combinó preocupación estética, requisito de belleza y unidad plástica; también fue la primera que reunió bajo un común equipo de redacción tantas personalidades y talentos variados. Su trayectoria fue corta e irregular pero la influencia fue considerable, comenzando por Condé Nast Montrose que la inspiró a desarrollar su estilo en la edición norteamericana de la revista Vogue.

## Historia
Vogel se inspiró, para crearla, en la idea de Paul Poiret de publicar álbumes de ilustraciones en la década de 1910, así como en la revista del siglo XIX Journal des dames et des modes de Pierre Nouvion publicada por Michel de Brunhoff, quien fue el futuro redactor en jefe de Vogue Paris durante las siguientes décadas. La Gazette du Bon Ton surgió como una revista suntuosa, publicada por la Librairie centrale des beaux-arts en Francia y distribuida también en los Estados Unidos bajo el título Gazette du Bon Genre. Antes de la Primera Guerra Mundial, Condé Montrose Nast propietario de la revista Vogue, se interesó por los artistas que colaboraban en la Gazette y ocasionalmente publicó dibujos e ilustraciones de ellos; durante la guerra, cuando se suspendió la publicación, Nast encargó más a menudo dibujos a los ilustradores franceses pero no de manera habitual, excepto para hacer las cubiertas de Vogue. En 1921, Vogel vendió la revista a Nast y la dirección fue confiada a Jean Labusquiere; durante ese período, publicó sesenta y nueve números, con un tiraje de unos 2000 ejemplares cada uno, hasta 1925 en que dejó de ser editada.
La colección completa incluye 573 planchas de impremta de dibujos y 148 bocetos, todos representativos de los diseñadores de moda de Alta costura de la época. Cada número editado, considerado como elitista y caro, constituye por sí mismo un álbum de lujo, impreso en papel fino, utilizando como tipografía la fuente Cochín creada especialmente para la revista, por Georges Peignot.
En los inicios, Vogel reunió un grupo de siete ilustradores y crea los Chevaliers du bracelet: André Edouard Marty, Pierre Brissaud, Georges Lepape, Dammicourt, y sus amigos de la Escuela de Bellas Artes George Barbier, Bernard Boutet de Monvel y Charles Martin. También artistas noveles en la época colaboran de manera más o menos continuada en la Gazette, entre los que se pueden nombrar a Guy Arnoux, Léon Bakst, Vladimir Barjansky, Benito, Umberto Brunelleschi, Chas Laborde, Jean-Gabriel Domergue, André Dignimont, Raoul Dufy, Édouard Halouze, Alexandre Iacovleff, Jean Émile Laboureur, Charles Loupot, Maggie Salcedo, Marthe Jeannest, Xavier Gosé, Louis Strimpl y Drian. Estos diseñadores, prácticamente desconocidos y algunos aún muy jóvenes introdujeron una nueva imagen de la mujer y años después fueron reconocidos por sus trabajos. Su colaboración en la revista conllevó a una postura estética común y expusieron sus creaciones bajo el nombre Collaborateurs de la Gazette du Bon Ton. Vogel también contó con diseñadores de moda, escritores y pintores dentro del su equipo de redacción, incluyendo en la Gazette además de los temas más de moda, de otros como la decoración o estilo de vida y el subtítulo de la revista, «Art, Modes et Frivolités».